# Гарфилд, Бен
Бе́нджамин Га́рфилд (англ. Benjamin Garfield), более известный как Бен Га́рфилд (англ. Ben Garfield; 21 мая 1871 — май или июнь 1958) — английский футболист, нападающий. Наиболее известен по выступлениям за клубы «Бертон Уондерерс», «Вест Бромвич Альбион» и «Брайтон энд Хоув Альбион», также провёл один матч за национальную сборную Англии.

## Биография
Родился в Нортгемптоншире, футбольную карьеру начал в юношеской команде «Финедон». Выступал за «Кеттеринг Таун», откуда в 1894 году перешёл в «Бертон Уондерерс». Дебютировал за клуб 1 сентября 1894 года в матче Второго дивизиона против «Ротерем Таун». Выступал за команду два сезона, сыграв 59 матчей и забив 27 голов в Футбольной лиге.
В мае 1896 года перешёл в клуб «Вест Бромвич Альбион». Дебютировал за «дроздов» 1 сентября 1896 года в матче Первого дивизиона против «Блэкберн Роверс». Выступал за клуб до 1901 года, сыграв последний матч за «дроздов» 21 сентября 1901 года — это была игра Второго дивизиона против «Берзлем Порт Вейл».
5 марта 1898 года провёл свой единственный матч за национальную сборную Англии, выйдя на позиции левого инсайда в игре Домашнего чемпионата против сборной Ирландии, в которой сборная Англии победила со счётом 3:2.
С 1902 по 1905 год выступал за клуб Южной лиги «Брайтон энд Хоув Альбион». Впоследствии выступал за клубы «Танбридж-Уэллс Рейнджерс», «Олимпия» и «Уайт Сити».
Умер в Манчестере во втором квартале 1958 года в возрасте 87 лет (то есть не ранее 21 мая, но не позднее 30 июня).